# Frances Wilson Grayson
Frances Wilson Grayson, née vers 1892 et morte vers le 23 décembre 1927, est une aviatrice américaine qui a disparu à Terre-Neuve juste avant sa tentative de traverser l'océan Atlantique. Elle est une nièce du président Woodrow Wilson.

## Biographie
Elle naît à Cherokee Village, Arkansas, fille d'Andrew Jackson AJ Wilson et Minnie M. Lewis. Elle a deux frères : Walter M. Wilson devient plus tard épicier à Muncie, Indiana. L'autre, Roscoe Jesse Jack Wilson meurt prématurément (avant 1924). En 1896, la famille déménage de l'Arkansas à l'Indiana, où elle obtient son diplôme de la Muncie High School à Muncie. Elle fréquente le Chicago Musical College à Chicago, Illinois. Elle souhaite accompagner son frère Jack, qui veut devenir chanteur professionnel. À la mort de celui-ci, elle renonce à la musique. Elle fréquente le Swarthmore College à Swarthmore, en Pennsylvanie, pour la récitation et les arts dramatiques.
Elle y rencontre John Brady Grayson et ils se marient le 15 septembre 1914. Ils divorcent sans enfants après neuf ans. Frances Grayson part pour Manhattan, où elle est rédactrice pour un journal, puis agent immobilier.
Pendant son séjour à Manhattan, elle projette de survoler l'océan Atlantique. Elle fait l'acquisition d'un avion amphibie, un Sikorsky S-36, qu'elle baptise Dawn, et obtient un financement d'une femme nommée Aage Ancker. Elle recrute un pilote, Oskar Omdal, lieutenant de la Marine royale norvégienne, ainsi qu'un navigateur, Brice Goldsborough, et un radio, Frank Koehler. Ensemble, ils projettent un vol transatlantique depuis le Dominion de Terre-Neuve. Omdal est censé piloter tout le long du trajet, bien que Grayson ait peut-être prévu d'effectuer elle-même une partie du vol.

## Disparition
L'équipage décolle de Curtiss Field sur Long Island, État de New York, le soir du 23 décembre 1927, à destination de Harbour Grace à Terre-Neuve. Dans la soirée, ils annoncent par radio que quelque chose ne va pas. L'avion n'a jamais atteint Terre-Neuve, et aucune trace n'en a été retrouvée. Il s'est probablement écrasé dans l'Atlantique au large de la Nouvelle-Écosse lors d'une tempête. Grayson a 35 ans au moment de sa mort.

## Hommage
En 1928, le Surveyor General de l'Ontario baptise plusieurs lacs dans le nord-ouest de la province pour honorer les aviateurs disparus : le lac Goldsborough (50°42′N 89°20′W / 50.70°N 89.34°W), le lac Grayson (50°53′N 89°26′W / 50.88°N 89.43°W) et le lac Omdahl [sic] (50°49′N 89°29′W / 50.81°N 89.49°W), situés à proximité les uns des autres dans le parc provincial Wabakimi.